# Quintanar del Rey
Quintanar del Rey è un comune spagnolo di 7 576 abitanti situato nella comunità autonoma di Castiglia-La Mancia.